# Quawntay Adams
Quawntay Adams (* 30. September 1975) ist ein US-amerikanischer Strafgefangener, der für einen spektakulären Gefängnisausbruch 2006 bekannt wurde.

## Straftaten
Adams wurde 1993 wegen Angriffs mit einer tödlichen Waffe auf einen Vollzugsbeamten zu einer Freiheitsstrafe von drei Jahren verurteilt. Er hatte dabei im Oktober 1992 in der Chaderjain Youth Correctional Facility in Stockton, Kalifornien, eine weibliche Beamtin mit einer Dose Bohnen attackiert, die in eine Socke gewickelt war. Mitte 1994 erfolgte seine Entlassung. Im Januar 1996 soll er Kokain verkauft haben, weshalb er 1997 wegen Verstoßes gegen das Betäubungsmittelgesetz erneut verurteilt wurde.
Im Januar 2004 wurde er zusammen mit zwei weiteren Männern erneut verhaftet, als er einen von der Polizei mit 100 kg Marihuana beladenen Van in Betrieb nehmen wollte. Während er auf seine Gerichtsverhandlung wartete, unternahm er noch 2004 zwei Fluchtversuche aus dem St. Clair County Jail in Belleville, Illinois. Im Dezember 2008 wurde er für die Fluchtversuche, die gelungene Flucht 2006, Besitzes von Drogen mit der Absicht des Weiterverkaufs sowie Verschwörung zur Geldwäsche zu einer Freiheitsstrafe von 35 Jahren verurteilt.

## Ausbruch 2006
Adams war aufgrund seiner Fluchtversuche in Belleville am 21. Dezember 2005 in das 2002 eröffnete Alton City Jail in Alton, Illinois, verlegt worden, aus dem noch nie ein Häftling entkommen konnte. Dort wurde er im Hochsicherheitstrakt untergebracht, wo jede Einzelzelle über Videoüberwachung und Sprechanlage verfügte sowie täglich Durchsuchungen durchgeführt wurden.
Von einem Komplizen ließ er sich ein Sägeblatt versteckt in einem Buch zuschicken, das aus Sicherheitsgründen an einen Mithäftling adressiert war. Hätte dieser die unerwartete Buchsendung abgelehnt oder das Sägeblatt entdeckt, wäre der Plan wahrscheinlich frühzeitig gescheitert. Nach etwa einer Woche gelangte er unter dem Vorwand, es sich auszuleihen, an das Buch und entfernte das Sägeblatt.
Im für die Kamera sichttoten Winkel an der WC-Anlage konnte er in fünftägiger Arbeit durch das Stahldach schneiden und brauchte weitere drei Wochen, um ein geeignet großes Loch herauszutrennen. Die sichtbaren Schnittspuren überdeckte er mit einem farblich abgestimmten Gemisch aus Seife und Zahnpasta. Er befand sich nun in einem Zwischenraum, wo er sich mit einem Metallstück des Belüftungssystems durch die darüberliegende Betondecke mit Isolationsmaterial arbeiten konnte. So gelangte er in den Belüftungsschacht, schnitt sich durch die Lüftungsgitter und seilte sich am 2. Mai 2006 mit zusammengeknoteten Laken ab.
Vor dem Gefängnis wartete bereits eine 43-jährige Frau, die er in Haft kennengelernt hatte und die ihn nun mit dem Auto zu einem Motel in Wentzville, Missouri, brachte. Adams’ Abwesenheit wurde nach kurzer Zeit bemerkt und auch seine Fluchthelferin ausfindig gemacht. Diese hielt dem Verhör nicht stand und verriet den Polizisten den Aufenthaltsort von Quawntay Adams, der anschließend nach nur sechsstündiger Flucht wieder verhaftet werden konnte.
Anschließend kam er ins Hochsicherheitsgefängnis von Victorville, Kalifornien. In Alton kam es zu einer Verschärfung der Sicherheitsvorkehrungen. Über seine Flucht wurde eine Folge für „Prison Breaks: Die wahren Geschichten“ gedreht.